# Parlamentní volby ve Finsku 1917
Parlamentní volby konané 1. – 2. října 1917 ve Finském velkoknížectví byly druhými volbami během  probíhající první světové války a posledními pod ruskou nadvládou. Sociální demokraté ztratili většinu v parlamentu, kterou naopak dokázaly složit konzervativní strany. V prosinci 1917 nově zvolený parlament vyhlásil nezávislost země, která se následně propadla do občanské války mezi rudými (sociální demokraté a komunisté) a bílými gardami (konzervativci, monarchisté a liberálové). 

## Předcházející události
Finsko bylo jako Finské velkovévodství před první světovou válkou součástí carského Ruska. Ačkoliv mělo určitou autonomii Rusové prováděli intenzivní rusifikaci místního obyvatelstva. Nespokojenost s carskou nadvládou rostla a Finové chtěli využít svržení monarchie během únorové revoluci (březen 1917) k revizi vztahů s Ruskem. Samotný parlament ale nebyl jednotný. Sociální demokraté chtěli zavést parlamentarismus a vyhlásit úplnou nezávislost na ruské dumě, zatímco konzervativní strany požadovaly omezení ruského vlivu na vnitřní záležitosti, ale zahraniční politiku a obranu by nechaly v rukou Rusům. Ruská prozatímní vláda vedená Alexandrem Kerenským odmítla finské požadavky, rozpustila parlament a vyhlásila nové volby.
Předvolební kampaň postavili sociální demokraté na požadavcích na osmihodinovou pracovní dobu a osvobození rolníků. Konzervativní pravicové strany si kladly za prioritu vyhlášení nezávislosti země a až pak se chtěli zaobírat reformami. Finská strana, Mladofinská strana a Lidová strana šly do voleb společně v koalici.

## Volební výsledky
Volební účast byla 69,2 %, což bylo o 13,7 % více než v předchozích volbách. Ačkoliv volby vyhráli s velkým náskokem sociální demokraté  nepodařilo se jim navázat na výsledek z voleb z roku 1916. Strana ztratila 11 křesel, a tím většinu v parlamentu. Buržoazní koalice získala celkem 61 křesel, které byly rozděleny mezi koaliční partnery následovně: Finská strana 32 křesel, Mladofinská strana 24 křesel a Lidová strana 5 křesel. Nejvýrazněji posílili agrárníci, a to o 7 mandátů.
| Politická strana | Politická strana                          | Hlasy v % (změna) | Hlasy v % (změna) | Mandáty (změna) | Mandáty (změna) |
| ---------------- | ----------------------------------------- | ----------------- | ----------------- | --------------- | --------------- |
|                  | Finská sociálně demokratická strana (SPD) | 44,79             | ▼ −2,50           | 92              | ▼ −11           |
|                  | Finská strana (SP) 1)                     | 30,17             | -                 | 61              | ▲ +5            |
|                  | Agrární svaz (ML)                         | 12,38             | ▲ +3,38           | 26              | ▲ +7            |
|                  | Švédská lidová strana (RKP)               | 10,90             | ▼ −0,86           | 21              | ▬ ±0            |

1) Finská strana šla do voleb v koalici s Mladofinskou stranou a Lidovou stranou. Čísla ukazují výsledky celého bloku.

## Sestavování vlády
Pehr Evind Svinhufvud z Mladofinské strany složil středo-pravicový kabinet ze všech stran kromě sociálních demokratů (Finská strana, mladofinové, švédští lidovci a agrárníci). Sociální demokraté na rozdíl od předchozího volebního období nebojkotovali jednání parlamentu. Vláda představila 4. prosince 1917 návrh na vyhlášení nezávislosti země, který byl o dva dny později schválen parlamentem. Bolševická vláda v Rusku, kde právě probíhala občanská válka, neměla prostředky nezávislosti zabránit a nakonec s ní souhlasila. Nicméně neshody mezi konzervativní vládou a sociálními demokraty se dále stupňovaly, až přerostly v lednu 1918 v občanskou válku. Konzervativci v ní nakonec po vydatné pomoci německé armády porazili rudé gardy. Od výrazné závislosti na Německu pak Finy zachránila až jeho porážka v první světové válce. 